# Gounki
 (février 2022).
Si vous disposez d'ouvrages ou d'articles de référence ou si vous connaissez des sites web de qualité traitant du thème abordé ici, merci de compléter l'article en donnant les références utiles à sa vérifiabilité et en les liant à la section « Notes et références ».
Le gounki est un jeu de société combinatoire abstrait dans lequel les possibilités de déplacements des pièces évoluent au gré des empilements et des déploiements de celles-ci. Le jeu se déroule sur un échiquier classique de 8 × 8 cases. Le gagnant est le joueur qui parvient en premier à traverser le plateau pour placer une pièce derrière la première ligne du camp opposé. Le gounki a été inventé par Christophe Malavasi en 1997.

## Mise en place
Chaque joueur dispose de 8 carrés qu’il place sur les cases noires des 2 premières lignes de son camp et de 8 ronds qu’il place sur les cases claires. Le joueur qui a les pièces blanches commence.

## Déroulement du jeu
À son tour, chaque joueur a le choix d'effectuer soit un déplacement, soit un déploiement.

## Déplacements
Les pièces rondes se déplacent d’une case en diagonale vers l’avant. Les pièces carrées se déplacent d’une case sur le côté ou vers l’avant.
Il est possible d’empiler ses propres pièces durant les déplacements. Les pièces composées ainsi produites comportent un maximum de trois ronds ou carrés. Si une pièce composée comporte X ronds et Y carrés, alors cette pièce peut se déplacer au maximum soit de X cases comme un rond, soit de Y cases comme un carré. Les déplacements plus courts sont autorisés.
Lors d’un déplacement, une pièce composée ne peut pas :
- changer de direction,
- effectuer à la fois des mouvements de ronds et des mouvements de carrés,
- sauter par-dessus d’autres pièces, quel que soit leur camp,
- être désolidarisée.

## Captures
Lors d’un déplacement, une pièce adverse qui se trouverait sur la case destination est capturée et retirée du jeu.

## Déploiements
L’autre mouvement du jeu est le déploiement. Lors d’un déploiement, on désassemble l’ensemble des ronds et des carrés d’une pièce composée. La règle est de déployer tous les carrés puis tous les ronds de la pièce composée, ou tous ses ronds puis tous ses carrés, en jouant à chaque fois un coup autorisé pour la pièce simple que l’on est en train de désolidariser.
Exemple de déploiement pour une pièce rond-rond-carré :
1. déplacer la pièce rond-rond-carré de 1 case dans la diagonale avant droite, laisser un rond à cet emplacement, puis
2. déplacer le rond-carré restant de 1 case toujours dans la même diagonale avant droite et laisser un rond sur la seconde case, puis
3. déplacer le carré restant sur la case qui se trouve directement à gauche du carré restant.

Il est possible de se déployer sur ses propres pièces, tant que cela ne conduit pas à la création de pièces comportant plus de trois pièces simples. Par contre, on ne peut pas :
- capturer en se déployant,
- changer de direction au cours d’un déploiement entre les mouvements de 2 ronds ou de 2 carrés,
- déployer une pièce partiellement,
- reculer.

## Rebonds
Les pièces composées peuvent rebondir sur les bords du plateau de jeu lors de leurs déplacements ou de leurs déploiements sans qu’il s’agisse d’un changement de direction.